# Nothria hiatidentata
Nothria hiatidentata är en ringmaskart som beskrevs av Moore 1911. Nothria hiatidentata ingår i släktet Nothria och familjen Onuphidae. Inga underarter finns listade i Catalogue of Life.